# 2. ŽNL Splitsko-dalmatinska 2021./22.
Ovaj članak je podtema članka: 5. rang HNL-a 2021./22.

2. ŽNL Splitsko-dalmatinska u sezoni 2021./22. predstavlja drugi stupanj županijske lige u Splitsko-dalmatinskoj županiji, te ligu petog stupnja hrvatskog nogometnog prvenstva. 
 U natjecanju sudjeluje 11 klubova. 
 
Prvak je postao klub "Tekstilac" iz Sinja.

## Sustav natjecanja
Jedanaest klubova igra dvokružnim ligaškim sustavom (22 kola, 20 utakmica po klubu).  

## Sudionici
- Adriatic – Split
- Čaporice-Trilj – Čaporice, Trilj
- Dalmatinac – Split
- Glavice 1991 – Glavice, Sinj
- HBDNK Mosor – Sveti Jure – Žrnovnica, Split
- Imotski 1991 – Imotski
- Mosor – Žrnovnica, Split
- Poljičanin 1921 – Srinjine, Split
- Prugovo – Prugovo, Klis
- Tekstilac – Sinj
- Trilj-2001 – Trilj

## Ljestvica
| Poz. | Momčad                   | U  | P  | N | I  | G+ | G– | G+/– | Bod. | Nastavak natjecanja ili ispadanje |
| ---- | ------------------------ | -- | -- | - | -- | -- | -- | ---- | ---- | --------------------------------- |
| 1.   | Tekstilac Sinj (P)       | 20 | 13 | 6 | 1  | 54 | 27 | +27  | 45   | 1. ŽNL                            |
| 2.   | Poljičanin 1921          | 20 | 13 | 3 | 4  | 54 | 28 | +26  | 42   | 2. ŽNL                            |
| 3.   | Mosor                    | 20 | 12 | 4 | 4  | 57 | 34 | +23  | 40   | 2. ŽNL                            |
| 4.   | Čaporice                 | 20 | 13 | 3 | 4  | 61 | 29 | +32  | 36   | 2. ŽNL                            |
| 5.   | Glavice 1991             | 20 | 11 | 3 | 6  | 45 | 43 | +2   | 35   |                                   |
| 6.   | Dalmatinac               | 20 | 8  | 4 | 8  | 48 | 37 | +11  | 28   | 2. ŽNL                            |
| 7.   | Adriatic                 | 20 | 6  | 4 | 10 | 42 | 55 | −13  | 22   | 2. ŽNL                            |
| 8.   | Prugovo                  | 20 | 4  | 5 | 11 | 31 | 50 | −19  | 17   | 2. ŽNL                            |
| 9.   | HBDNK Mosor – Sveti Jure | 20 | 4  | 4 | 12 | 30 | 50 | −20  | 16   | 2. ŽNL                            |
| 10.  | Trilj                    | 20 | 3  | 5 | 12 | 23 | 45 | −22  | 13   | 2. ŽNL                            |
| 11.  | Imotski 1991             | 20 | 2  | 1 | 17 | 20 | 67 | −47  | 7    |                                   |

1. ↑  6 bodova oduzeto od saveza.
2. ↑  1 bod oduzet od saveza.
3. ↑  1 bod oduzet od saveza.

## Rezultati
Ažurirano: 9. lipnja 2022. (kraj sezone) 
| 1. kolo                           | 1. kolo |
| --------------------------------- | ------- |
| 18. rujna 2021.                   |         |
| Trilj-2001 – Glavice 1991         | 2:4     |
| Dalmatinac – Prugovo              | 3:2     |
| Poljičanin 1921 – Čaporice-Trilj  | 2:3     |
| Tekstilac – Mosor                 | 0:2     |
| HBDNK Mosor-Sveti Jure – Adriatic | 1:1     |
| [ 2 ]                             |         |

| 2. kolo                               | 2. kolo |
| ------------------------------------- | ------- |
| 25. rujna 2021.                       |         |
| Mosor – Poljičanin 1921               | 0:4     |
| Imotski 1991 – Trilj-2001             | 2:1     |
| Adriatic – Tekstilac                  | 2:5     |
| 26. rujna 2021.                       |         |
| Glavice 1991 – HBDNK Mosor-Sveti Jure | 2:1     |
| Čaporice-Trilj – Dalmatinac           | 3:1     |
| [ 2 ]                                 |         |

| 3. kolo                               | 3. kolo |
| ------------------------------------- | ------- |
| 2. listopada 2021.                    |         |
| HBDNK Mosor-Sveti Jure – Imotski 1991 | 3:0     |
| Prugovo – Čaporice-Trilj              | 1:3     |
| Dalmatinac – Mosor                    | 2:3     |
| Poljičanin 1921 – Adriatic            | 2:1     |
| Tekstilac – Glavice 1991              | 5:2     |
| [ 2 ]                                 |         |

| 4. kolo                             | 4. kolo |
| ----------------------------------- | ------- |
| 9. listopada 2021.                  |         |
| Trilj-2001 – HBDNK Mosor-Sveti Jure | 3:2     |
| 10. listopada 2021.                 |         |
| Glavice 1991 – Poljičanin 1921      | 4:1     |
| Mosor – Prugovo                     | 8:2     |
| 27. listopada 2021.                 |         |
| Adriatic – Dalmatinac               | 2:5     |
| 30. listopada 2021.                 |         |
| Imotski 1991 – Tekstilac            | 1:2     |
| [ 2 ]                               |         |

| 5. kolo                        | 5. kolo |
| ------------------------------ | ------- |
| 16. listopada 2021.            |         |
| Tekstilac – Trilj-2001         | 2:0     |
| Dalmatinac – Glavice 1991      | 5:0     |
| Poljičanin 1921 – Imotski 1991 | 2:0     |
| Prugovo – Adriatic             | 0:0     |
| 17. listopada 2021.            |         |
| Čaporice-Trilj – Mosor         | 2:1     |
| [ 2 ]                          |         |

| 6. kolo                            | 6. kolo |
| ---------------------------------- | ------- |
| 23. listopada 2021.                |         |
| Imotski 1991 – Dalmatinac          | 3:7     |
| HBDNK Mosor-Sveti Jure – Tekstilac | 1:2     |
| Trilj-2001 – Poljičanin 1921       | 0:3     |
| Adriatic – Čaporice-Trilj          | 1:1     |
| 24. listopada 2021.                |         |
| Glavice 1991 – Prugovo             | 4:0     |
| [ 2 ]                              |         |

| 7. kolo                                  | 7. kolo |
| ---------------------------------------- | ------- |
| 6. studenog 2021.                        |         |
| Dalmatinac – Trilj-2001                  | 2:0     |
| Poljičanin 1921 – HBDNK Mosor-Sveti Jure | 2:1     |
| 7. studenog 2021.                        |         |
| Mosor – Adriatic                         | 5:1     |
| Čaporice-Trilj – Glavice 1991            | 4:2     |
| Prugovo – Imotski 1991                   | 3:0     |
| [ 2 ]                                    |         |

| 8. kolo                             | 8. kolo |
| ----------------------------------- | ------- |
| 13. studenog 2021.                  |         |
| HBDNK Mosor-Sveti Jure – Dalmatinac | 1:0     |
| Trilj-2001 – Prugovo                | 1:1     |
| Imotski 1991 – Čaporice-Trilj       | 1:10    |
| Glavice 1991 – Mosor                | 3:3     |
| Tekstilac – Poljičanin 1921         | 6:2     |
| [ 2 ]                               |         |

| 9. kolo                          | 9. kolo |
| -------------------------------- | ------- |
| 20. studenog 2021.               |         |
| Dalmatinac – Tekstilac           | 0:4     |
| Adriatic – Glavice 1991          | 2:0     |
| 21. studenog 2021.               |         |
| Prugovo – HBDNK Mosor-Sveti Jure | 3:2     |
| Čaporice-Trilj – Trilj-2001      | 1:2     |
| Mosor – Imotski 1991             | 3:0     |
| [ 3 ] [ 2 ]                      |         |

| 10. kolo                                | 10. kolo |
| --------------------------------------- | -------- |
| 27. studenog 2021.                      |          |
| Trilj-2001 – Mosor                      | 1:6      |
| HBDNK Mosor-Sveti Jure – Čaporice-Trilj | 2:3      |
| Poljičanin 1921 – Dalmatinac            | 3:2      |
| 1. prosinca 2021.                       |          |
| Imotski 1991 – Adriatic                 | 0:4      |
| 19. veljače 2022.                       |          |
| Tekstilac – Prugovo                     | 6:1      |
| [ 3 ] [ 2 ]                             |          |

| 11. kolo                       | 11. kolo |
| ------------------------------ | -------- |
| 4. prosinca 2021.              |          |
| Adriatic – Trilj-2001          | 5:2      |
| 5. prosinca 2021.              |          |
| Prugovo – Poljičanin 1921      | 3:6      |
| Mosor – HBDNK Mosor-Sveti Jure | 2:2      |
| 27. veljače 2022.              |          |
| Čaporice-Trilj – Tekstilac     | 1:3      |
| Glavice 1991 – Imotski 1991    | 2:1      |
| [ 3 ] [ 2 ]                    |          |

| 12. kolo                          | 12. kolo |
| --------------------------------- | -------- |
| 5. ožujka 2022.                   |          |
| Adriatic – HBDNK Mosor-Sveti Jure | 5:1      |
| Prugovo – Dalmatinac              | 1:1      |
| 6. ožujka 2022.                   |          |
| Glavice 1991 – Trilj-2001         | 1:0      |
| Mosor – Tekstilac                 | 1:1      |
| Čaporice-Trilj – Poljičanin 1921  | 3:0      |
| [ 3 ] [ 2 ]                       |          |

| 13. kolo                              | 13. kolo |
| ------------------------------------- | -------- |
| 12. ožujka 2022.                      |          |
| Dalmatinac – Čaporice-Trilj           | 2:2      |
| Poljičanin 1921 – Mosor               | 6:0      |
| Tekstilac – Adriatic                  | 2:1      |
| HBDNK Mosor-Sveti Jure – Glavice 1991 | 3:0      |
| 13. ožujka 2022.                      |          |
| Trilj-2001 – Imotski 1991             | 3:0      |
| [ 3 ] [ 2 ]                           |          |

| 14. kolo                              | 14. kolo |
| ------------------------------------- | -------- |
| 19. ožujka 2022.                      |          |
| Adriatic – Poljičanin 1921            | 0:4      |
| Mosor – Dalmatinac                    | 3:0      |
| 20. ožujka 2022.                      |          |
| Imotski 1991 – HBDNK Mosor-Sveti Jure | 5:0      |
| Glavice 1991 – Tekstilac              | 2:2      |
| Čaporice-Trilj – Prugovo              | 1:0      |
| [ 3 ] [ 2 ]                           |          |

| 15. kolo                            | 15. kolo |
| ----------------------------------- | -------- |
| 26. ožujka 2022.                    |          |
| Dalmatinac – Adriatic               | 5:1      |
| Poljičanin 1921 – Glavice 1991      | 0:0      |
| Tekstilac – Imotski 1991            | 4:3      |
| HBDNK Mosor-Sveti Jure – Trilj-2001 | 1:1      |
| 27. ožujka 2022.                    |          |
| Prugovo – Mosor                     | 1:2      |
| [ 3 ] [ 2 ]                         |          |

| 16. kolo                       | 16. kolo |
| ------------------------------ | -------- |
| 2. travnja 2022.               |          |
| Trilj-2001 – Tekstilac         | 1:1      |
| Imotski 1991 – Poljičanin 1921 | 0:0      |
| Adriatic – Prugovo             | 1:1      |
| 3. travnja 2022.               |          |
| Glavice 1991 – Dalmatinac      | 2:1      |
| Mosor – Čaporice-Trilj         | 3:4      |
| [ 3 ] [ 2 ]                    |          |

| 17. kolo                          | 17. kolo |
| --------------------------------- | -------- |
| 7. travnja 2022.                  |          |
| Čaporice-Trilj – Adriatic         | 8:0      |
| 9. travnja 2022.                  |          |
| Dalmatinac – Imotski 1991         | 3:0      |
| Poljičanin 1921 – Trilj-2001      | 2:1      |
| Tekstiac – HBDNK Mosor-Sveti Jure | 2:1      |
| 10. travnja 2022.                 |          |
| Prugovo – Glavice 1991            | 1:3      |
| [ 3 ] [ 2 ]                       |          |

| 18. kolo                                 | 18. kolo |
| ---------------------------------------- | -------- |
| 23. travnja 2022.                        |          |
| HBDNK Mosor-Sveti Jure – Poljičanin 1921 | 2:7      |
| Adriatic – Mosor                         | 2:4      |
| Trilj-2001 – Dalmatinac                  | 2:2      |
| 24. travnja 2022.                        |          |
| Imotski 1991 – Prugovo                   | 0:4      |
| Glavice 1991 – Čaporice-Trilj            | 2:1      |
| [ 3 ] [ 2 ]                              |          |

| 19. kolo                            | 19. kolo |
| ----------------------------------- | -------- |
| 30. travnja 2022.                   |          |
| Dalmatinac – HBDNK Mosor-Sveti Jure | 4:0      |
| Poljičanin 1921 – Tekstilac         | 1:1      |
| 1. svibnja 2022.                    |          |
| Mosor – Glavice 1991                | 4:2      |
| Čaporice-Trilj – Imotski 1991       | 5:1      |
| 2. svibnja 2022.                    |          |
| Prugovo – Trilj-2001                | 1:1      |
| [ 3 ] [ 2 ]                         |          |

| 20. kolo                         | 20. kolo |
| -------------------------------- | -------- |
| 7. svibnja 2022.                 |          |
| Tekstilac – Dalmatinac           | 2:2      |
| HBDNK Mosor-Sveti Jure – Prugovo | 2:5      |
| Trilj-2001 – Čaporice-Trilj      | 0:2      |
| Glavice 1991 – Adriatic          | 6:5      |
| 9. svibnja 2022.                 |          |
| Imotski 1991 – Mosor             | 0:3      |
| [ 3 ] [ 2 ]                      |          |

| 21. kolo                                | 21. kolo |
| --------------------------------------- | -------- |
| 15. svibnja 2022.                       |          |
| Mosor – Trilj-2001                      | 3:0 p.f. |
| Čaporice-Trilj – HBDNK Mosor-Sveti Jure | 2:3      |
| Prugovo – Tekstilac                     | 1:2      |
| Dalmatinac – Poljičanin 1921            | 1:3      |
| 18. svibnja 2022.                       |          |
| Adriatic – Imotski 1991                 | 1:4      |
| [ 3 ] [ 2 ]                             |          |

| 22. kolo                       | 22. kolo |
| ------------------------------ | -------- |
| 14. svibnja 2022.              |          |
| Imotski 1991 – Glavice 1991    | 2:4      |
| 20. svibnja 2022.              |          |
| Trilj-2001 – Adriatic          | 2:4      |
| 21. svibnja 2022.              |          |
| HBDNK Mosor-Sveti Jure – Mosor | 1:1      |
| 22. svibnja 2022.              |          |
| Poljičanin 1921 – Prugovo      | 4:0      |
| Tekstilac – Čaporice-Trilj     | 2:2      |
| [ 3 ] [ 2 ]                    |          |

## Najbolji strijelci
Izvori:
Strijelci 10 i više pogodaka: 
| 27 golova - Luka Jurić (Čaporice-Trilj) 17 golova - Filip Biuk (Mosor) 15 golova - Karlo Grabar (Poljičanin 1991) - Gabrijel Miketek (Poljičanin 1991) 12 golova - Jure Bartulić (Mosor) - Mario Vuković (Mosor) | 11 golova - Stipe Vrdoljak (Čaporice-Trilj) - Luka Kliškić (Dalmatinac) - Stjepan Gazibara (Prugovo) 10 golova - Dario Džemailji (Mosor) - Stipe Banić-Škojo (Tekstilac) - Toni Ljubas (Tekstilac) |

## Vanjske poveznice
- Nogometni savez Županije Splitsko-dalmatinske
- nszsd.hr, 2. ŽNL
- facebook.com, 1. ŽNL Splitsko-dalmatinske županije
- sportnet.hr forum, 1. i 2. ŽNL Splitsko-dalmatinske županije  Arhivirana inačica izvorne stranice od 27. studenoga 2021. (Wayback Machine)
- dalmatinskinogomet.hr